# The End Machine (Album)
The End Machine ist das am 22. März 2019 veröffentlichte Debütalbum der gleichnamigen US-amerikanischen Hard-Rock-Band.

## Hintergrund
Die Band war eher zufällig entstanden. Nach einer Japan-Tournee mit der Originalbesetzung von Dokken hatte Gitarrist George Lynch dem ehemaligen Sänger von Great White, Jack Russell, zugesagt, mit ihm Songs für dessen nächstes Album zu schreiben. Da Russell jedoch seinen Plattenvertrag aufgelöst hatte, hatte Lynch freie Zeit zur Verfügung und fragte seinen alten Freund aus der gemeinsamen Zeit bei Dokken, den Foreigner-Bassisten Jeff Pilson, ob er Lust habe, an ein paar Songs zu arbeiten. Als sich herauskristallisierte, dass das erarbeitete Material ihren Qualitätsansprüchen genügte, baten die beiden Musiker  Dokken-Schlagzeuger Mick Brown und Warrant-Sänger Robert Mason um Unterstützung. Mason war 1991 Sänger Lynchs Band Lynch Mob gewesen.
Für das Songwriting arbeiteten Pilson und Lynch nach einer für sie bewährten Methode: Sie trafen sich, tauschten Ideen aus, programmierten einen Beat und feilten an ihren Ideen, bis ein Arrangement erarbeitet werden konnte. An diesem Punkt kam Mason ins Spiel:

„Er ist ein überragender Frontmann – aber eben auch ein sehr talentierter Texter, der jede Menge cooler Ideen in seinem Notizbuch hat. Aus diesem Fundus mussten wir dann nur noch das passende Material für unsere Musik finden.“

Die Aufnahmen für das von Pilson produzierte Album fanden in dessen eigenem Tonstudio in Santa Clarita statt. Die Abmischung und das Mastering übernahm Allessandro Del Vecchio in den Ivorytears Music Works Studios in Somma Lombardo (Italien).
Als Single wurde im Januar 2021 der Titel Alive Today ausgekoppelt und ein dazugehöriges Musikvideo veröffentlicht.
The End Machine erschien am 22. März 2019 als CD und LP, außerdem wurde es über Online-Musikdienste angeboten. Eine limitierte Auflage der Schallplatte wurde in Europa auf silbernem Vinyl angeboten.

## Titelliste
| Nr.          | Titel                 | Autor(en)                               | Länge |
| ------------ | --------------------- | --------------------------------------- | ----- |
| 1.           | Leap of Faith         | George Lynch, Jeff Pilson, Robert Mason | 5:07  |
| 2.           | Hold Me Down          | George Lynch, Jeff Pilson, Robert Mason | 5:17  |
| 3.           | Ain’t No Game         | George Lynch, Jeff Pilson, Robert Mason | 4:39  |
| 4.           | Bulletproof           | George Lynch, Jeff Pilson, Robert Mason | 4:48  |
| 5.           | Ride It               | George Lynch, Jeff Pilson, Robert Mason | 4:50  |
| 6.           | Burn the Truth        | George Lynch, Jeff Pilson, Robert Mason | 6:12  |
| 7.           | Hard Road             | George Lynch, Jeff Pilson, Robert Mason | 4:02  |
| 8.           | Alive Today           | George Lynch, Jeff Pilson, Robert Mason | 5:33  |
| 9.           | Line of Division      | George Lynch, Jeff Pilson, Robert Mason | 4:43  |
| 10.          | Sleeping Voices       | George Lynch, Jeff Pilson, Robert Mason | 6:45  |
| 11.          | Life Is Love Is Music | George Lynch, Jeff Pilson, Robert Mason | 4:49  |
| Gesamtlänge: | Gesamtlänge:          | Gesamtlänge:                            | 56:47 |

## Rezeption

### Rezensionen
Thomas Kupfer vertrat in Rock Hard die Ansicht, Hardrock- und vor allem Dokken-Fans schnalzten „bei der bloßen Nennung von drei Vierteln des klassischen Dokken-Line-ups mit der Zunge.“ Die Gruppe könne „die hohen Erwartungen aber nur bedingt erfüllen.“ Handwerklich sei die Platte hochklassig, aber „das phasenweise biedere Songmaterial hätte ein wenig mehr Feenstaub“ vertragen können. Am besten komme die Band nämlich immer dann, wenn sie die vorhersehbaren Pfade verlasse, was „leider zu selten“ vorkomme. Bei dem Groove-Monster No Game gelinge das, und auch die „Referenz an Bon Jovis Westernphase“ in Burn The Truth wisse zu gefallen, aber „unterm Strich“ habe man sich von dieser „Ansammlung von hochkarätigen Musikern mehr gewünscht.“
Daniel Böhm vertrat in Rocks die Auffassung, ein Musikerzusammenschluss wie dieser wecke „Begehrlichkeiten, die so leicht nicht zu stillen“ seien. Dem Hörer springe „die enorme musikalische Autorität dieser Band entgegen.“ Dass Bassist und Produzent Jeff Pilson darauf beharre, mit dem Album etwas „herangezüchtet zu haben, das trotz eines intuitiven Automatismus nicht wirklich mit den ruhmreichen Karrierestationen der involvierten Musiker in Verbindung stehen“ solle, sei „ziemlich dubios und werde spätestens im dritten Song krachend widerlegt“: No Game klinge „wie eine altersgereifte und unter zeitgenössischen Vorzeichen betriebene Fortführung dessen, was Lynch Mob in Hell Child (vom Album Wicked Sensation, 1990) oder Tangled In The Web“ angezettelt hätten. Auch Pilson habe „mit seinem Bassspiel und den (Chor-)Arrangements Fingerabdrücke hinterlassen, die dem Verbund eine subtile Dokken-Note“ bescherten. Dieser behalte jedoch mit der Aussage recht, dass dies kein Album gestandener Musiker sei, die dem Sound ihrer Vergangenheit nachjagten und am Designtisch zu reproduzieren versuchten. Gerade George Lynch sei mit „seinen trockenen Riffs, Leads und schnarrenden Akkordzerlegungen unüberhörbar der Gitarrengott und Saitenkünstler von heute geblieben, der schon ewig nichts mehr auf die Soundmanierismen der hallüberfrachteten Achtziger“ gebe.
Martin Römpp schrieb im selben Heft, erstaunlicherweise klinge das Material des Albums „weder explizit nach Dokken oder Lynch Mob,“ sondern gehe ganz eigene Wege, ohne „den Charakter der Protagonisten zu verbergen.“ So besteche vor allem Lynch als „entspannter Altmeister, der zwar immer wieder urtypische Licks in seinem unverwechselbaren Ton aus dem Ärmel“ schüttele, dabei aber „nie zum eigenen Abziehbild“ mutiere. Auch die Rolle von Jeff Pilson hebt Römpp hervor: Vom „druckvoll-lebendigen Sound über den treibenden Groove bis hin zu den kongenialen Gesangsharmonien“ habe der Bassist dem Album „seinen Stempel aufgedrückt.“ Mit ihrem Debüt liefere die Truppe „ein aktuelles, zeitgemäßes Rock-Monster ab, das in den umfangreichen Diskografien aller Beteiligten einen Ehrenplatz erhalten“ müsse.

### Charts und Chartplatzierungen
| ChartsChartplatzierungen | Höchstplatzierung | Wochen |
| ------------------------ | ----------------- | ------ |
| Schweiz (IFPI)           | 90 (1 Wo.)        | 1      |